# Winchmore Hill (stacja kolejowa)
Winchmore Hill (kod stacji: WIH) - stacja kolejowa w Londynie, na terenie London Borough of Enfield, zarządzana i obsługiwana przez First Capital Connect. W roku statystycznym 2008-09 skorzystało z niej ok. 1,241 mln pasażerów. 

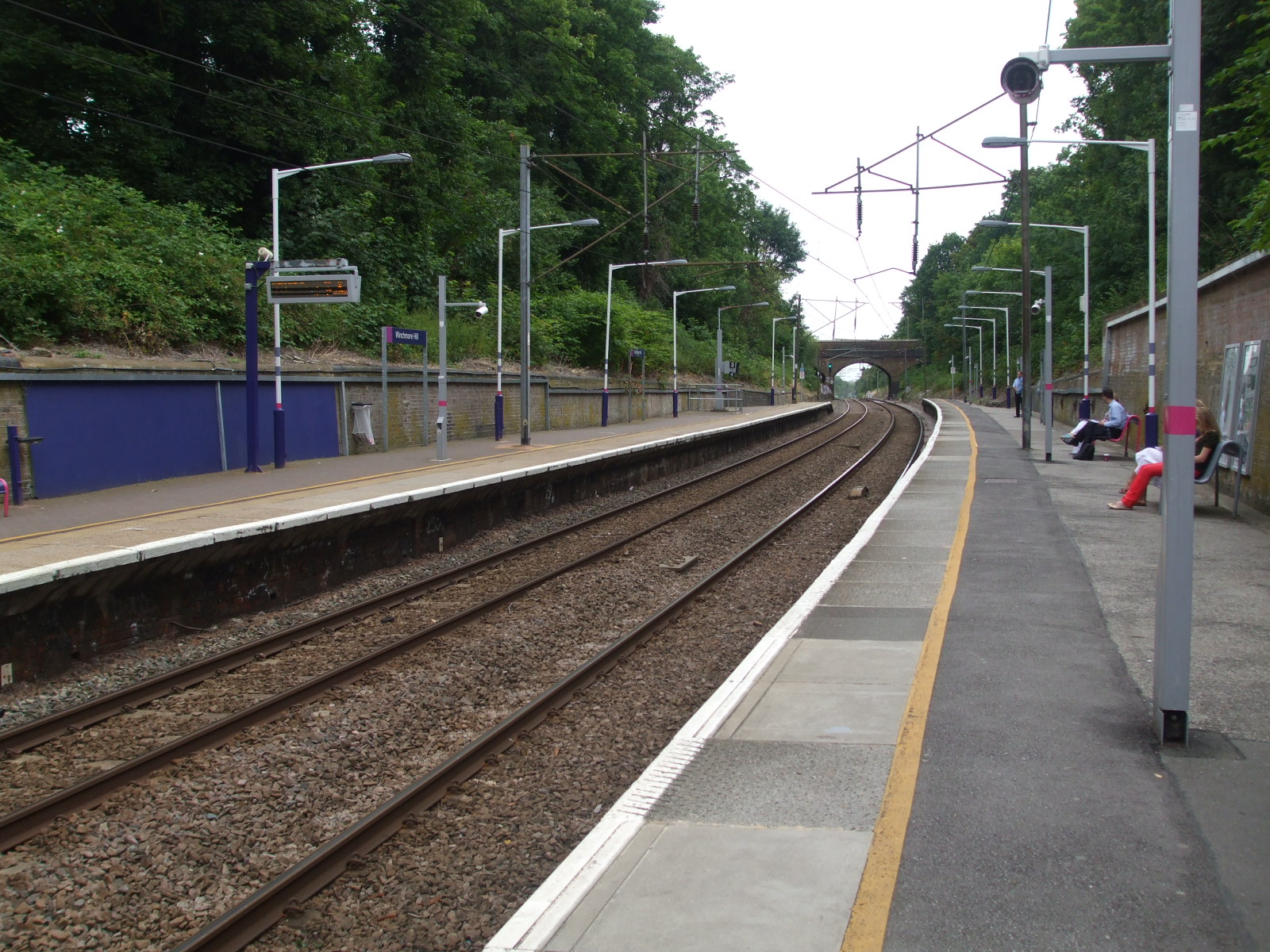
Perony